# Hosztomel
Hosztomel (ukránul Гостомель) város Ukrajna Kijevi területén, az Irpinyi járásban. Kijevtől északnyugatra fekszik, a főváros agglomerációjához tartozik.

## Népesség
Lakosainak számát 2021-ben 17,5 ezerre becsülték.
| 2017 | 14 832 |
| 2019 | 16 190 |

## Története
Hosztomel település első írásos említése 1494-ből származik. Városi joggal 1938 óta rendelkezik.

## Közlekedés
A város mellett található az Antonov repülőgépgyár repülőtere, ahol repülőtéri csata zajlott 2022-ben.